# Wii U
A Wii U (kiejtve IPA: ˌwiː ˈjuː, magyaros: ví jú) a Nintendo nyolcadik generációs otthoni videójáték-konzolja. A konzol a Wii utódjaként 2012. november 18-án jelent meg Észak-Amerikában, november 30-án Európában és Ausztráliában, és december 8-án Japánban. Ez az első nyolcadik generációs videójáték-konzol (bár a nyolcadik generációs besorolást többen vitatják) a Sony PlayStation 4 és a Microsoft Xbox One (az Xbox 360-as utódja) vetélytársa. A konzol futtatja az előd Wii játékait is, rendelkezik mozgásérzékelővel, támogatja a high-definition grafikát, és akár nyolcan is játszhatnak vele egyszerre.
A konzolt Project Café kódnéven kezdte el fejleszteni a Nintendo Integrated Research & Development.
2017. január 31-én gyártották le az utolsó Wii U-t. A konzol utódja, a Nintendo Switch 2017. március 3-án jelent meg világszerte, amelyre hatással volt a Wii U, a hordozható és asztali kialakítás ötvözésében és a Switchre megjelent Wii U-játékok portjain keresztül.

## Története

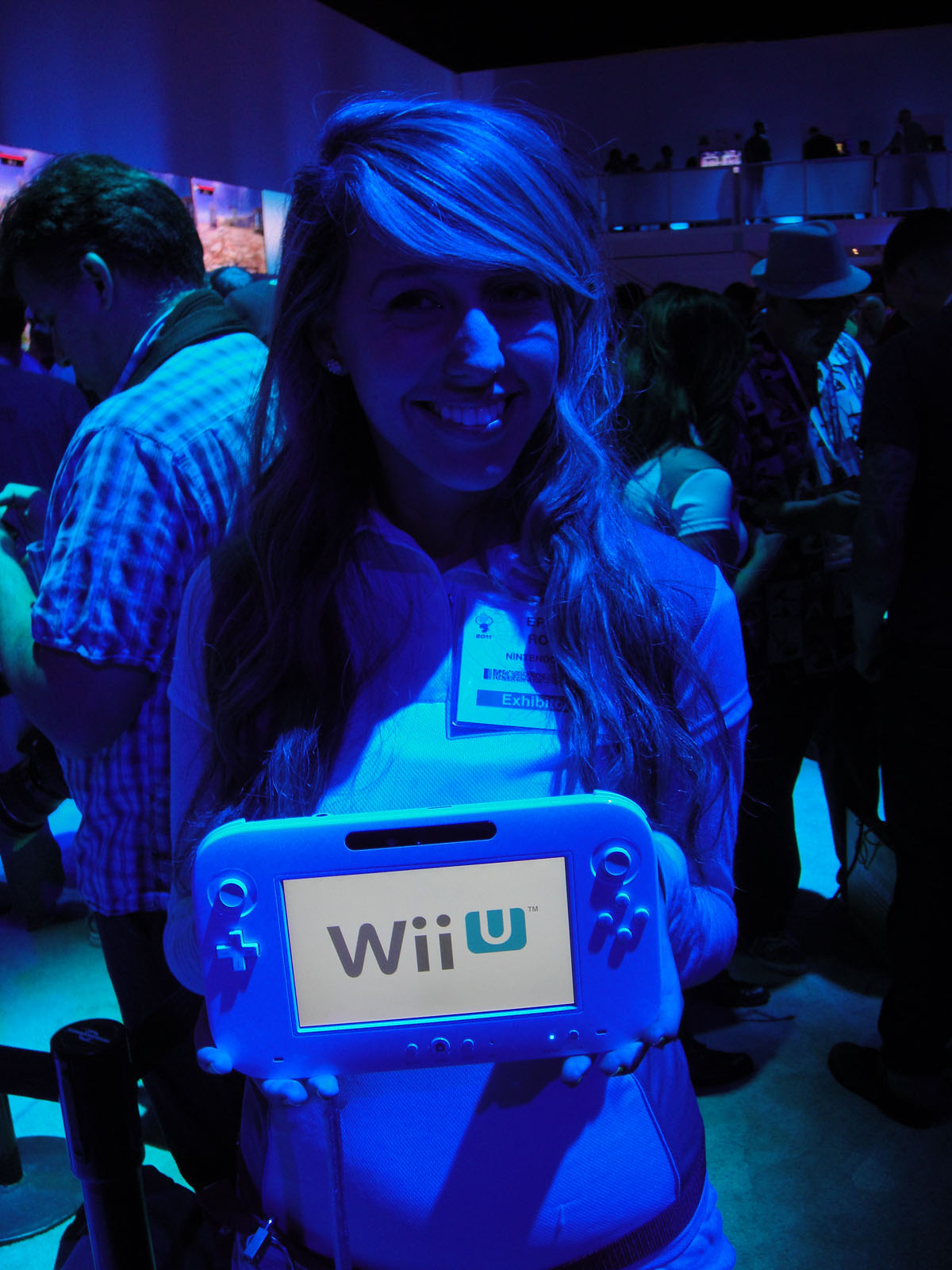
A Wii U gamepadjének prototípusa a 2011-es E3 konferencián

### Kezdőcímek
| Játék címe                             | USA  | Európa | Japán |
| -------------------------------------- | ---- | ------ | ----- |
| Assassin's Creed III                   | Igen | Igen   | Igen  |
| Batman: Arkham City – Armored Edition  | Igen | Igen   | Igen  |
| Call of Duty: Black Ops II             | Igen | Igen   |       |
| Darksiders II                          | Igen | Igen   |       |
| Epic Mickey 2: The Power of Two        | Igen | Igen   |       |
| Sports Connection                      | Igen | Igen   |       |
| FIFA 13                                | Igen | Igen   | Igen  |
| Funky Barn                             | Igen | Igen   |       |
| Game Party Champions                   | Igen | Igen   |       |
| Just Dance 4                           | Igen | Igen   |       |
| Mass Effect 3: Special Edition         |      |        | Igen  |
| Monster Hunter 3 Ultimate              |      |        | Igen  |
| New Super Mario Bros. U                | Igen | Igen   | Igen  |
| Ninja Gaiden 3: Razor's Edge           | Igen |        | Igen  |
| Nintendo Land                          | Igen | Igen   | Igen  |
| Rabbids Land                           | Igen |        | Igen  |
| Scribblenauts Unlimited                | Igen | Igen   |       |
| Sing Party                             | Igen |        |       |
| Skylanders: Giants                     | Igen | Igen   |       |
| Sonic & All-Stars Racing Transformed   | Igen | Igen   |       |
| Tekken Tag Tournament 2: Wii U Edition | Igen | Igen   | Igen  |
| Transformers: Prime – The Game         | Igen |        |       |
| Warriors Orochi 3 Hyper                | Igen |        | Igen  |
| Wipeout 3                              | Igen |        |       |
| Your Shape: Fitness Evolved 2013       | Igen |        |       |
| ZombiU                                 | Igen | Igen   | Igen  |

## Játékok
| Cím                                     | Fejlesztő                             | Megjelenési dátum    | Eladott darab |
| --------------------------------------- | ------------------------------------- | -------------------- | ------------- |
| Mario Kart 8                            | Nintendo EAD                          | 2014. május 29.      | 8,46 millió   |
| Super Mario 3D World                    | Nintendo EAD                          | 2013. november 21.   | 5,88 millió   |
| New Super Mario Bros. U                 | Nintendo EAD                          | 2012. november 18.   | 5,81 millió   |
| Super Smash Bros. for Wii U             | Bandai Namco Entertainment, Sora Ltd. | 2014. november 21.   | 5,38 millió   |
| Nintendo Land                           | Nintendo EAD                          | 2012. november 18.   | 5,20 millió   |
| Splatoon                                | Nintendo EAD                          | 2015. május 28.      | 4,95 millió   |
| Super Mario Maker                       | Nintendo EAD                          | 2015. szeptember 11. | 4,02 millió   |
| New Super Luigi U                       | Nintendo EAD                          | 2013. június 13.     | 3,07 millió   |
| The Legend of Zelda: Wind Waker HD      | Nintendo EAD                          | 2013. szeptember 20. | 2,35 millió   |
| Mario Party 10                          | NDcube, Nintendo SPD                  | 2015. március 12.    | 2,26 millió   |
| Donkey Kong Country: Tropical Freeze    | Retro Studios                         | 2014. február 21.    | 2,01 millió   |
| Wii Party U                             | NDcube, Nintendo SPD                  | 2013. október 25.    | 1,78 millió   |
| The Legend of Zelda: Breath of the Wild | Nintendo EPD                          | 2017. március 3.     | 1,69 millió   |
| Yoshi's Wooly World                     | Good-Feel                             | 2015. június 25.     | 1,56 millió   |
| Captain Toad: Treasure Tracker          | Nintendo EAD                          | 2014. november 13.   | 1,36 millió   |

## Örökség

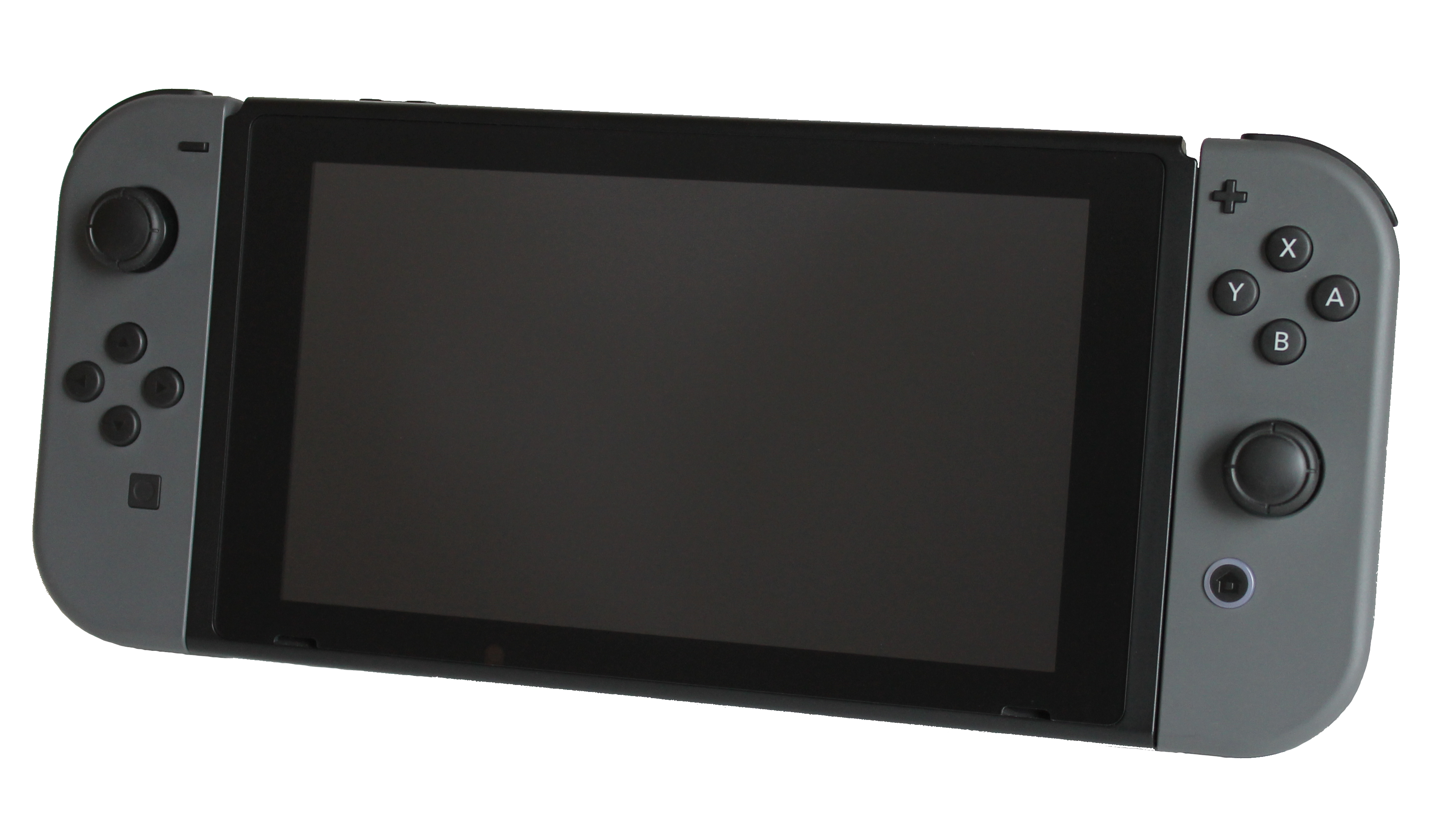
A Wii U utódja, a Nintendo Switch hordozható állapotban

A Wii U-exkluzív játékok közül számos port jelent meg a Nintendo Switch-re, úgymint a Mario Kart 8, a Super Mario 3D World vagy a New Super Mario Bros. U.